# Mordet på Kim Wall
Mordet på Kim Wall (i danske medier omtalt som Ubådssagen) fandt sted i august 2017 i Køge Bugt. Torsdag den 10. august 2017 omkring klokken 19:00 sejlede den svenske journalist Kim Wall ud fra Refshaleøen med ubådskaptajnen Peter Madsen i miniubåden UC3 Nautilus. Da Wall ikke kom tilbage om aftenen, blev Joint Rescue Coordination Centre alarmeret. Der blev skabt kontakt til ubåden den efterfølgende formiddag, hvor Madsen sænkede den og blev reddet i land. Walls lig blev efterfølgende fundet parteret. I henhold til byrettens dom den 25 april 2018 blev Wall dræbt i Peter Madsens ubåd.

## Eftersøgt og fundet
Den 11. august 2017 blev Peter Madsen og UC3 Nautilus meldt savnet, og en stor eftersøgning med redningshelikoptere og skibe blev iværksat. Ubåden med Madsen blev fundet samme formiddag sejlende i Køge Bugt.
Da ubåden blev opdaget, sprang Peter Madsen ud af den og blev reddet, inden ubåden sank kort tid efter. En 30-årig svensk kvinde, journalisten Kim Wall, der var ude at sejle med ubåden aftenen inden forliset, blev samtidig meldt savnet. Efterfølgende blev Peter Madsen anholdt og sigtet for drab, skønt han selv hævdede, at kvinden var blevet sat i land på Refshaleøen sent torsdag aften. Madsen ændrede senere forklaring til, at der var sket en ulykke om bord, der medførte Walls død, hvorefter han, med egne ord, havde begravet hende til søs i Køge Bugt.
Politiet i både Danmark og Sverige eftersøgte dog stadig Kim Wall, og hendes død blev bekræftet 23. august af Københavns Politi, efter at det stod klart, at en kvindetorso, som var drevet i land ved Klydesøen på Amager, passede på Kim Walls DNA. Politiet kunne konstatere, at hoved, arme og ben var blevet skilt fra kroppen ved en bevidst handling.

## Efterforskningen
Ved grundlovsforhøret den 12. august 2017 blev Peter Madsen varetægtsfængslet for uagtsomt manddrab, idet dommeren ikke fandt grundlag for en fængsling for manddrab. Inden grundlovsforhøret havde Madsen fortalt politiet, at Kim Wall var død, og at han havde "begravet hende til søs". Han nægtede sig skyldig i drab.

### Retsmøde i september
Ved et nyt retsmøde den 5. september 2017 blev Peter Madsens varetægtsfængsling forlænget med fire uger, denne gang med begrundet mistanke om drab og usømmelig omgang med lig. Ved retsmødet, som var åbent, forklarede Peter Madsen, at Kim Wall var blevet ramt i hovedet af en luge, hvorefter han begravede hende til søs. Han nægtede samtidig at have parteret liget.

### Kim Walls lig fundet
Kim Walls død og identitet blev bekræftet den 23. august 2017 efter fundet af kvindetorso ved Kalvebod fælled på Amager. Skader på liget tydede på, at der var forsøgt at presse gasser ud for at forhindre det i at flyde. Derudover var der fæstnet metalobjekter til liget.
Den 7. oktober 2017 meddelte Jens Møller Jensen fra Københavns Politi, at dykkere fra Søværnet ved Avedøre Holme, assisteret af specialtrænede svenske hunde, havde fundet Kim Walls hoved og ben i Køge Bugt. Benene samt hendes tøj og en kniv lå i en pose, og hovedet lå i en anden pose. Begge poser var tynget ned af metaldele. Politiets undersøgelser af hovedet viste ingen tegn på fraktur på kraniet og heller ikke tegn på stump vold.
30. oktober 2017 meddelte Jens Møller Jensen på et pressemøde, at Peter Madsen havde ændret forklaring. Kim Wall var omkommet ved kulilteforgiftning. Samtidig fremgik det af pressemødet, at Peter Madsen havde erkendt, at han i panik havde parteret liget. Møller Jensen oplyste ligeledes, at sigtelsen mod Peter Madsen på baggrund af de tekniske undersøgelser var blevet udvidet, således at han yderligere er sigtet for "anden kønslig omgang end samleje under særligt skærpende omstændigheder", dog uden at anklagemyndigheden har fastlagt et motiv.
Den 29. november fandt man den sidste af de to manglende arme. Den første var blevet fundet godt en uge tidligere ca. 400 m væk. Dermed kunne hendes pårørende, når de endelige retsmedicinske undersøgelser var færdiggjort, få udleveret hende, så hun kunne begraves.

## Retssagen
Den 16. januar 2018 blev der rejst tiltale med krav om livstidsstraf eller forvaring.
Peter Madsen valgte frivillig varetægtsfængsling indtil retssagen, som den 23. januar 2018 blev berammet til at køre ved Københavns Byret fra 8. marts med forventet domsafsigelse den 25. april. Anklageskriftet blev offentliggjort den 23. januar. Heraf fremgik blandt andet, at anklagemyndigheden plæderede for, at drabet var nøje planlagt, og krav om at få Peter Madsen idømt livsvarigt fængsel.

### Dom
Onsdag d. 25 april 2018 kl. 13:00 blev Peter Madsen i Københavns Byret af en enig domsmandsret idømt fængsel på livstid for drab på Kim Wall, andet seksuelt forhold end samleje af særlig farlig karakter, usømmelig omgang med lig, og overtrædelse af reglerne om sikkerhed til søs.
Byretten fandt det bevist, at Peter Madsen havde planlagt at myrde Kim Wall, og at han havde mishandlet hende, mens hun var i live. Den lagde vægt på, at Peter Madsen havde ændret forklaring, efterhånden som politiet modbeviste hans tidligere forklaringer. Beviset for, at drabet var planlagt, var, at Peter Madsen kort forinden havde anbragt ting i ubåden til bortskaffelse af liget og rengøring. Det drejer sig om meget lange og tilspidsede skruetrækkere til at stikke offeret med; stropper til at binde hende fast under mishandlingen; en fuksvans til at save den afdøde i stykker med; metalstykker til at tynge liget ned mod havbunden med, en vandslange til rengøring og en ekstra kedeldragt til at tage på efter rengøringen. Pga. fundet af Kim Walls trusser og strømpebukser i ubåden og fund på Peter Madsens computer og telefon af materiale af seksuel karakter med spidning, mord og tortur af kvinder, fandt retten det bevist, at drabet var seksuelt motiveret. Dommen blev anket, men selv om Peter Madsen stadig erklærer sig uskyldig, ankede han kun strafudmålingen og ikke skyldsspørgsmålet, til landsretten. Hans forsvarer har om denne beslutning forklaret, at han ikke havde kræfter til at gennemgå hele sagens akter endnu en gang. Den 26. september stadfæstede Østre Landsret byrettens dom.

## Efterspil
Da Kim Walls død var bekræftet, oprettedes mindehjemmesiden rememberingkimwall.com, og familie og venner tog initiativ til en fond i Walls navn med det formål at uddele bevillinger til kvindelige reportere, der dækker subkulturer.
Wall blev mindet i flere artikler af verdens førende medier. På CNN's hjemmeside skrev hendes kollega, dokumentarfotografen Coleen Jose, at Wall var "den type journalist, som mange stræber efter at blive: modig, kreativ og en, der gør en forskel".

## TV-serie
I efteråret 2020 viste TV 2 Danmark Efterforskningen, som er en dansk dramaserie på 6 afsnit, instrueret af Tobias Lindholm. Den er baseret på opklaringen af Ubådssagen og følger opklaringen, uden at Peter Madsen direkte optræder som figur i serien.